# Westworld (film)

Westworld er en amerikansk science fiction-western thrillerfilm fra 1973, der er skrevet og instrueret af romanforfatteren Michael Crichton om forlystelsesparks androider, der får en defekt og begynder at slå de besøgende ihjel. Yul Brynner spiller hovedrollen som en androide i den futuristiske Det Vilde Vesten-inspirerede forlystelsespark, mens Richard Benjamin og James Brolin spiller gæster i parken.
Filmen var Crichtons debut som instruktør. Det var også den første spillefilm, der brugte digital billedbehandling til at pixelere billeder for at simulere at man så filmen fra androidens synspunkt. Filmen blev nomineret til ved flere prisuddelinger; Hugo, Nebula og Saturn.
Westworld blev fulgt op af en efterfølger, Futureworld (1976), og en kortlivet tv-serie, Beyond Westworld (1980). I 2016 havde tv-serien Westworld premiere på HBO den 2. oktober, og den anden sæson havde premiere i april 2018.

## Handling
I det, dengang filmen blev lavet, fremtidige år 1983 er der etableret en high-tech, super realistisk forlystelsespark kaldet Delos, der indeholder tre verdener; Westworld (Det Vilde Vesten), Medievalworld (middelalderens Europa) og Romanworld (Pompeji under Romerriget). De tre verdener er befolket med livagtige androider, der ikke kan adskilles fra rigtige mennesker, og de er alle programmeret til deres historiske tidsperiode. For $1.000 per dag kan gæsterne hengive sig til eventyr med androide-befolkningen i parken, inklusive seksuelle handlinger og sågar simulerede slåskampe til døden. Delos' slogan er "Boy, have we got a vacation for you!" ("Man, har vi lige en ferie til dig").
Peter Martin (Richard Benjamin), der besøger parken for første gang, og hans ven John Blane (James Brolin), der har besøgt den tidligere. tager til Westworld. En af attraktionerne er revolvermanden (Yul Brynner), en robot der er programmeret til at starte skuddueller. Parkens gæster får våben, der er udstyret med sensorer, der forhindrer dem i at blive affyret mod mennesker, eller noget andet levende med kropstemperatur, men det tillader at mænd "dræber" de koldblodede androider. Revolvermandens programmering tillader gæsterne trække deres pistol og dræbe den, men robotten vender altid tilbage den næste dag for at tage endnu en duel.
Teknikkerne, der styrer Delos, opdager problemer, der begynder at sprede sig og inficere androiderne: robotterne i Roman Wrold og medieval World begynder at få flere sammenbrud og systematiske fejl, der tilsyneladende stammer fra Westworld. Da en af tekniker, der styrer computerne håner det som en "analogi på en smitsom sygdom", får han at vide af sin chef (Alan Oppenheimer), at "vi ikke arbejder med almindelige maskiner her. De er nogle meget komplicerede stykker udstyr, der næsten er lige så komplicerede som levende organismer. I nogle tilfælde er de blevet designet af andre computere. Vi ved ikke præcis, hvordan de virker."
Defekterne bliver mere alvorlige, da en robot-klapperslange bider Blane i Westworld, og en android i Medieval World afviser en gæsts tilnærmelser, hvilket går mod dens programmering. Fejlfunktionerne eskalerer indtil Medieval Worlds sorte ridder-robot dræber en gæst i en sværdkamp. Parkens tilsynsførende forsøger at få kontrol over androiderne ved at slukke for strømmen til hele parken. Dette bevirker dog, at de bliver fanget i kontrolrummet, da dørene automatisk bliver aflåst, og de kan derfor ikke tænde for strømmen og flygte. Imens går robotterne i alle tre verdener amok, idet de fortsat kan fungere på nødstrøm.
Martin og Blane, der er ved at komme sig over et fordrukkent barslagsmål, vågner op i Westworlds bordel, uvidende om parkens store nedbrud. Da revolvermanden udfordrer mændene til en duel, opfatter Blane konfrontationen som en forlystelse, indtil robotten trækker sin pistol, skyder og dræber ham. Martin løber for sit liv og robotten forfølger ham nådesløst.
Martin flygter til de andre områder af parken, men her finder han kun døde gæster, ødelagte robotter og en teknikker i panik, der forsøger at flygte fra Delos, hvorefter han kort efter bliver slået ihjel af revolvermanden. Martin klatrer ned i et hul i Roman World, hvor der er en kontrolkompleks under jorden, hvor han opdager at computerteknikerne i parken er blevet kvalt i kontrolrummet, da ventilationssystemet blev lukket ned. Revolvermanden forfølger ham igennem de underjordiske korridorer, så han løber væk indtil han når til at robot-værksted. Da revolvermanden kommer ind i rummet lader Martin som om, at han er en robot, kaster syre i hovedet på revolvermanden, og søger tilflugt i en borg i Medieval World.
Da revolvermandens optiske input er ødelagt af syren kan han ikke finde Martin visuelt og han benytter i stedet infrarøde scannere. Martin stiller sig under en stor fakkel i storsalen for at skjule sig for robotten, inden han sætter ild til den med faklerne. Revolvermandens brændte skal angriber ham på kældertrappen, før den bryder sammen af skaderne. Martin sidder på trappen i en blanding af udmattelse og chok, inden han hører Delos' slogan "Mand, vi har lige en ferie til dig".

## Medvirkende
- Yul Brynner som revolvermanden
- Richard Benjamin som Peter Martin
- James Brolin som John Blane
- Norman Bartold som ridder
- Alan Oppenheimer som tilsynsførende
- Victoria Shaw som middelalderlig dronning
- Dick Van Patten som bankmand
- Linda Scott som Arlette, fransk prostitueret
- Steve Franken som Delos' tekniker, der blive dræbt af revolvermanden
- Michael Mikler som den sorte ridder
- Terry Wilson som sheriffen
- Majel Barrett som Miss Carrie, madam på Westworlds bordel
- Anne Randall som Daphne, tjenestepigen der afviser ridderens tilnærmelse
- Nora Marlowe som værtinde
- Robert J. Hogan (ukrediteret) som Delos' gæsteinterviwer

## Modtagelse
Filmen var en finansiel succes, idet den havde indtjent $4 millioner i leje i USA og Canada ved udgangen af 1973 og det blev MGM's mest indbringende film dette år. Efter genudgivelsen i 1976 indtjente den $7.365.000.
Crichtons oprindelige manuskript blev udgivet som paperback sammen med filmen.

### Anmeldelser
Variety magazine beskrev filmen som fantastisk, og skrev at den "kombinerer solid underholdning, spændende aktualitet og fremragende intelligente tegneserie-værdier".
Filmen har en rating på 86 % på filmhjemmesiden Rotten Tomatoes baseret på 36 anmeldelser. I en anmeldelse af DVD-udgaven fra september 2008 skrev The Daily Telegraphs anmelder Philip Horne filmen som en "rigt underspillet, dystert skræmmende fortælling - og Brynners præstation er foruroligende fuldstændigt perfekt."
American Film Institute lister
- AFI's 100 Years...100 Thrills – Nomineret[11]
- AFI's 100 Years...100 Heroes and Villains:
  - Robot Gunslinger – Nomineret skurk[12]
- AFI's 10 Top 10 – Nominated Science Fiction Film[13]

## Eksterne Henvisninger
- Westworld på Internet Movie Database (engelsk)
- Westworld på Scope
- Westworld i Svensk Filmdatabas (svensk)
- Westworld på AlloCiné (fransk)
- Westworld på MovieMeter (nederlandsk)
- Westworld på AllMovie (engelsk)
- Westworld hos American Film Institute (engelsk)
- Westworld på Turner Classic Movies (engelsk)
- Westworld på The Movie Database (engelsk)
- Westworld på Rotten Tomatoes (engelsk)